# Identificador único de organización
El identificador único de organización o organizationally unique identifier (OUI) es un número de 24 bits comprado a la Autoridad de Registro del Instituto de Ingeniería Eléctrica y Electrónica (IEEE). Este identificador único, identifica a cada empresa u organización (llamados asignados) a nivel mundial y reserva un bloque en cada posible identificador derivado (como las direcciones MAC, direcciones de grupos, identificadores para el Protocolo de acceso a subredes, etc.) para el uso exclusivo del asignado. De esta manera, el OUI es utilizado por estas empresas u organizaciones para crear instancias particulares de estos identificadores y usarlos con diferentes fines, como la identificación de diferentes componentes (por ejemplo tarjetas de red) o para la identificación de un protocolo de red y para ser usado en diferentes productos del hardware, incluyendo direcciones MAC para Ethernet u otras tarjetas de red, en World Wide Name para los adaptadores de hosts de fibra óptica y otros componentes para fibra óptica y Serial Attached SCSI (SAS).
En las direcciones MAC, el OUI es combinado con otro número de 24 bits para formar la dirección completa. Los tres primeros octetos de la dirección son el OUI.

## Formato
Normalmente, el OUI es representado como un grupo de octetos en notación hexadecimal separado por guiones (FF-FF-FF) o separados por dos puntos (FF:FF:FF). Los dos bits menos significativos del segundo nibble (cuarteto) del primer octeto de la representación hexadecimal del OUI están reservados para bits representativos de algunos protocolos (como el bit 'M' y el bit 'X'), para indicar que la dirección es de un bloque de direcciones individuales (unicast) o múltiples (multicast), p. e. Individual/Group (I/G), Unicast/Multicast (U/M), para indicar si la dirección es administrada local o universalmente, etc. No debería contener los valores 1,2,3,5,6,7,9,a, b, d, e, o f a menos que estos indicadores representen el verdadero significado de estos bits indicativos. Si la organización del OUI utiliza alguno de estos bits al crear el identificador, entonces el valor del segundo nibble del primer octeto cambia de acuerdo a la representación del OUI (p. e. si el valor hexadecimal del segundo nibble es 'C' y el bit menos significativo es fijado, entonces el valor cambia a 'D').
Ejemplo
El siguiente ejemplo muestra el orden de los bits según su importancia:
```
|            OUI                 |
| Octet 0  | Octet 1  | Octet 2  |
|  nibble  |  nibble  |  nibble  |
|  __||__  |  __||__  |  __||__  |
| |      | | |      | | |      | |
| 0  ||  1 | 2  ||  3 | 4  ||  5 |
|bits||bits|bits||bits|bits||bits|
|7654||3210|7654||3210|7654||3210|
|||||  |||||||||  |||||||||  |||||
|  A     C |  D     E |  4     8 |
|1010  1100|1101  1110|0100  1000|
 |    |  ||                 |   |
 |    |  ||                 |   least-significant-bit of OUI
 |    |  ||                 least-significant-byte of OUI
 |    |  |least-significant-bit of first octet of OUI = I/G or M bit
 |    |  next-to-least-significant-bit of first octet of OUI = U/L or X bit
 |    most-significant-byte of OUI
 most-significant-bit of OUI
```

Nota: este OUI AC-DE-48 se muestra aquí con motivos ilustrativos y la información es aplicable a pesar del valor verdadero del OUI.
Notas
1. La IEEE también se refiere al OUI como company_id cuando el OUI es escrito como un número de base 16 (p. e. cuando la representación hexadecimal del octeto del OUI no está separada por guiones o dos puntos).
2. 'F' y 'H' representan cualquier número hexadecimal.
3. 'c' representa los dígitos del company_id y 'e' representa los dígitos de la extensión del identificador provistos por la organización a la que pertenece el OUI.

## Otros identificadores
- Globally Unique Identifier (GUID)
- Object identifier (OID)